# Виа Гарибальди
Виа Гарибальди (итал. Via Garibaldi) — одна из важнейших улиц в историческом центре Генуи, известная своими дворцами генуэзской аристократии.
История улицы восходит к 1550 году. Проектирование улицы было осуществлено Галеаццо Алесси. Первоначально она называлась «Главной улицей» (Lа Strade Majore), затем «Новой» (Le Strade Nuove), а в 1882 году получила современное название в честь народного героя Италии Джузеппе Гарибальди. В настоящее время протяжённость улицы составляет 250 метров, а её ширина — 7,5 метров.
В июле 2006 года виа Гарибальди включена в Список объектов всемирного наследия ЮНЕСКО в Италии как часть квартала Палацци-деи-Ролли в центре Генуи.